# (32618) Leungkamcheung
(32618) Leungkamcheung est un astéroïde de la ceinture principale.

## Description
(32618) Leungkamcheung est un astéroïde de la ceinture principale. Il fut découvert le 31 août 2001 à l'observatoire Desert Eagle par William Kwong Yu Yeung. Il présente une orbite caractérisée par un demi-grand axe de 2,70 UA, une excentricité de 0,02 et une inclinaison de 1,6° par rapport à l'écliptique.